# Ulica Jagiellońska w Częstochowie
Ulica Jagiellońska – jedna z ważniejszych ulic na Stradomiu, Błesznie i Wrzosowiaku w Częstochowie, rozciąga się pomiędzy al. Wojska Polskiego a ul. Kościelną.
Na odcinku od al. Wojska Polskiego do al. Bohaterów Monte Cassino stanowi część drogi krajowej nr 43. Odcinek od al. Bohaterów Monte Cassino do ul. Sabinowskiej do 2018 roku stanowił część drogi wojewódzkiej nr 908. Na odcinku od al. Wojska Polskiego do ul. Orkana środkiem ulicy biegnie wydzielone torowisko tramwajowe.
W 2014 roku oddano do użytku odcinek o długości 360 m między ul. Sabinowską a ul. Kościelną. Wcześniej ulica kończyła się skrzyżowaniem z ul. Sabinowską.

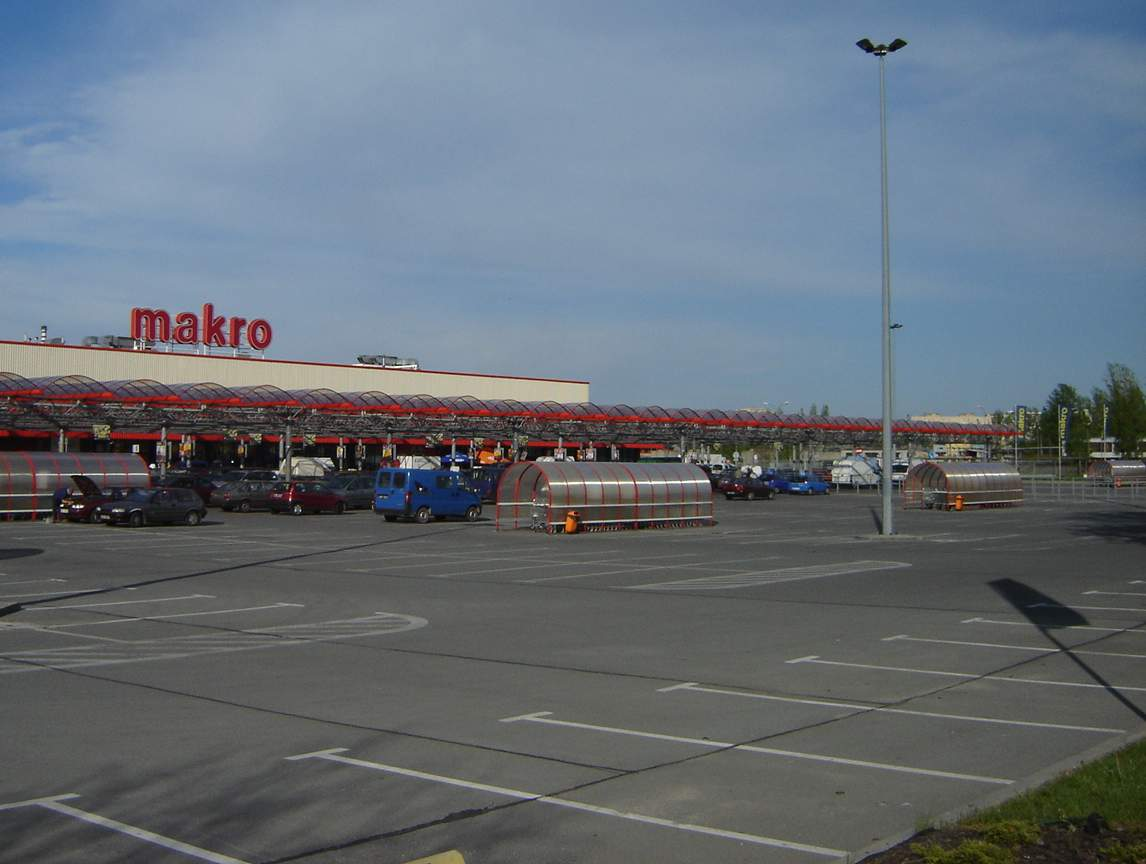
Hurtownia Makro przy ul. Jagiellońskiej 38/40